# Mekhit

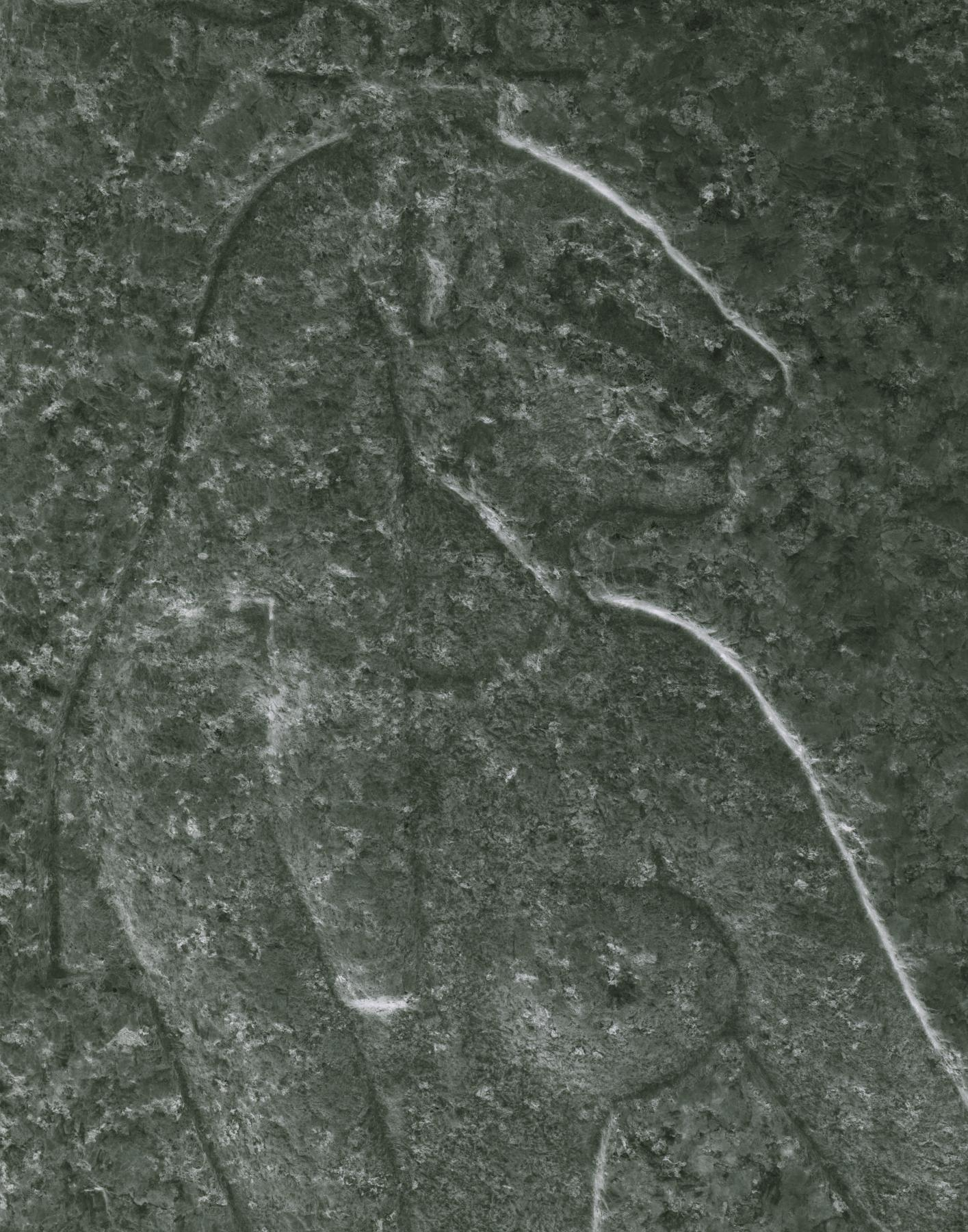

Mekhit of Mechit is een Egyptische godin die vaak met een leeuwenkop of zelfs geheel als leeuw wordt afgebeeld. Als mannelijke tegenhanger wordt vaak Onoeris genoemd, die tevens haar man was.
Haar man zou haar uit Nubië hebben meegebracht en dat verklaart zijn naam: 'Hij die haar van ver terugbrengt'.